# Józef Kowalski (historyk)

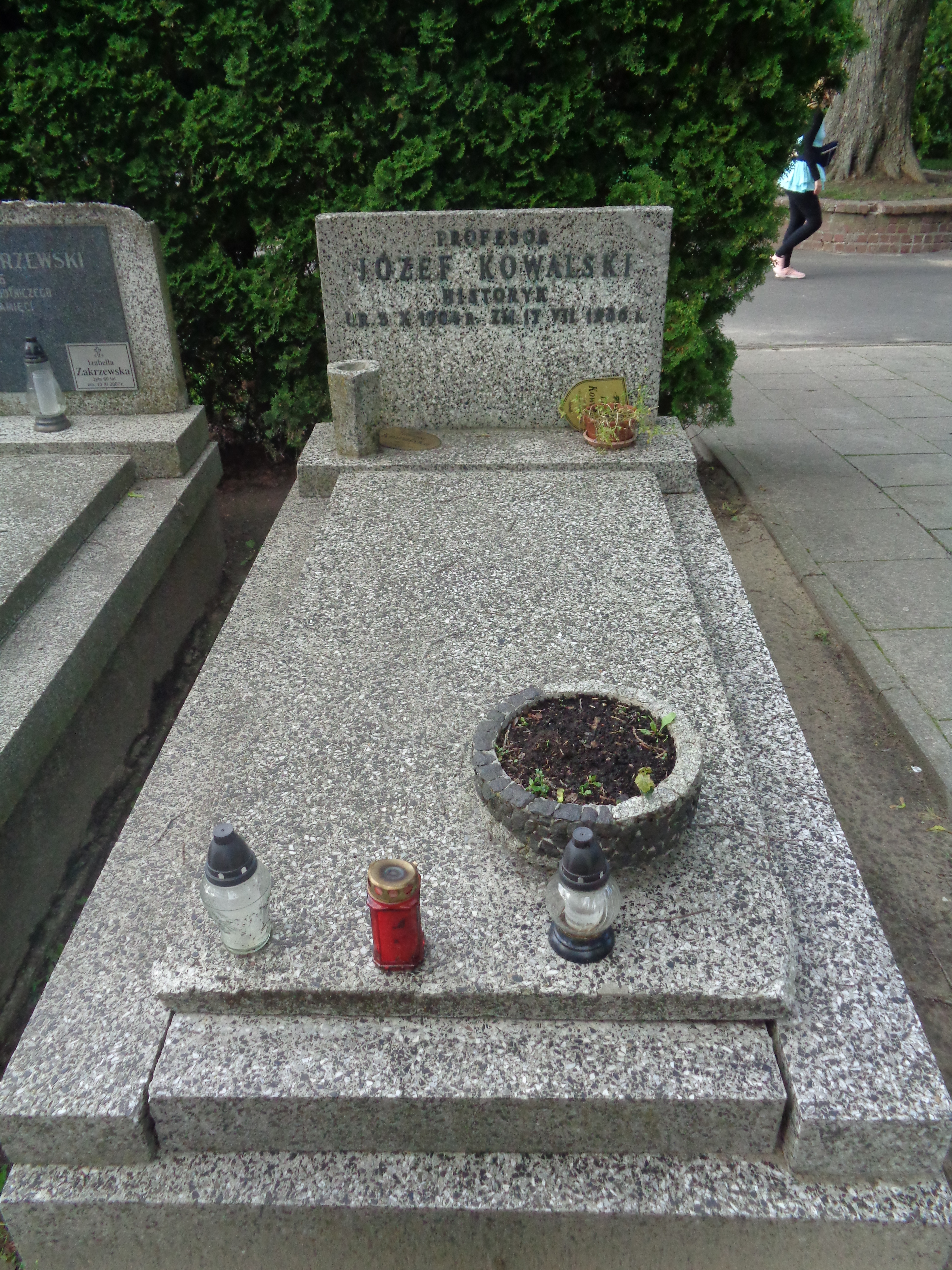
Grób Józefa Kowalskiego na Cmentarzu Wojskowym na Powązkach

Józef Kowalski właśc. Salomon Natanson, ps. Ernest, Karol, Wagner (ur. 3 października 1904 w Przemyślu, zm. 17 lipca 1986 w Warszawie) – działacz komunistyczny, publicysta, historyk ruchu komunistycznego.

## Życiorys
Syn Abrama i Idy. W 1924 ukończył gimnazjum w Przemyślu i wyjechał do Pragi na studia medyczne. Na Uniwersytecie Karola wstąpił do studenckiej grupy komunistycznej. W 1926 wrócił do Przemyśla i rozpoczął działalność w Komunistycznej Partii Zachodniej Ukrainy (KPZU). Brał udział w zakładaniu miejscowej organizacji PPS-Lewicy. Pod koniec 1927 wyjechał do Wilna na studia na Uniwersytecie Stefana Batorego. Od 1928 członek Komitetu Miejskiego (KM) Komunistycznej Partii Zachodniej Białorusi (KPZB), a od 1929 sekretarz Komitetu Obwodowego KPZB w Pińsku. Pełnomocnik KC KPZB ds. „białoruskiego ruchu wyzwoleńczego”, sterowanej przez Kreml irredenty białoruskiej.
W 1928 został na krótko aresztowany, w 1930 aresztowany i zwolniony za kaucją, nie stawił się na rozprawę.
Działał jako instruktor KC KPZB. W maju 1931 został skierowany przez kierownictwo KPZB do ZSRR, pracował w przedstawicielstwie KPZB w Mińsku, był członkiem Centralnej Redakcji i prowadził wykłady z historii ruchu robotniczego w szkole partyjnej KPZB. Współpracował z Białoruską Akademią Naukową. W październiku 1932 wrócił do Polski i został członkiem Tymczasowego Sekretariatu Krajowego KC KPZB. W latach 1933–1934 kierował okręgami KPZB w Białymstoku i Pińsku. Od czerwca do lipca 1934 czasowo był w składzie Sekretariatu Krajowego KC Komunistycznej Partii Polski. Kierownik Wydziału Samorządowego KC KPP. Od lipca 1934 sekretarz Komitetu Warszawskiego KPP, a od stycznia 1935 sekretarz Komitetu Okręgowego (KO) KPP w Zagłębiu Dąbrowskim.
11 kwietnia 1935 został aresztowany i 2 kwietnia 1936 skazany przez wileński Sąd Okręgowy (SO) na 8 lat więzienia z zaliczeniem aresztu śledczego; po amnestii karę zmniejszono do ⅓. Więziony najpierw w Grodnie, potem w Sieradzu.
Po agresji III Rzeszy na Polskę w nocy na 2 września 1939 po opuszczeniu więzienia przez strażników wydostał się na wolność. Brał udział w cywilnej obronie Warszawy, po kapitulacji miasta udał się na teren okupacji sowieckiej – do Grodna, następnie przeniósł się do Mińska. W 1940 przyjęty do WKP(b). Pracownik redakcji wydawanych w języku polskim pism: „Wolna Praca” w Grodnie i „Sztandaru Wolności” w Mińsku. Po wybuchu wojny niemiecko-sowieckiej w czerwcu 1941 zmobilizowany do Armii Czerwonej, służył w Zarządzie Politycznym Frontu Zachodniego. Zwolniony w stopniu kapitana, pracował w Komitecie Wykonawczym (KW) Kominternu w Ufie, potem w Moskwie w latach 1942–1944 zastępca kierownika Rozgłośni Radiowej im. Tadeusza Kościuszki nadającej audycje w języku polskim. Współpracował z pismami ZPP „Nowe Widnokręgi” i „Wolna Polska”, pisząc pod pseudonimem „Józef Kowalski”, który po wojnie stał się jego nazwiskiem. Od jesieni 1944 był zastępcą kierownika redakcji „Polpress”, a w latach 1945–1951 kierownikiem oddziału PAP. Z polecenia KC PPR przewodniczył partyjnej komisji powołanej w celu rewindykacji z ZSRR dokumentów dotyczących polskiego ruchu robotniczego.
Mimo że do 1951 przebywał na stałe w ZSRR i był członkiem WKP(b), jako gość wziął udział w I Zjeździe PPR w grudniu 1945 i Zjeździe Zjednoczeniowym PPR i PPS w grudniu 1948; do PZPR formalnie wstąpił 15 października 1951. W 1949 napisał i opublikował książkę „Rewolucyjna demokracja rosyjska a powstanie styczniowe”. Od sierpnia 1951 do 1968 był zastępcą kierownika Zakładu Historii Partii KC PZPR. W 1958 został docentem i profesorem nadzwyczajnym. W latach 1952–1954 był kierownikiem Katedry Historii PZPR w Instytucie Kształcenia Kadr Naukowych przy KC PZPR. Działał na tych stanowiskach jako rzecznik ortodoksyjnie stalinowskiej interpretacji historii Polski i polskiego ruchu robotniczego. W 1952 wydał książkę „Wielka Październikowa Rewolucja Socjalistyczna”, w której wychwalał rewolucję październikową jako „dźwignię wyzwolenia Polski” i Rosję Sowiecką jako sojusznika „polskich mas pracujących i narodu polskiego” oraz zarzucał „antyludowej i antyradzieckiej polityce burżuazji polskiej” godzenie w niepodległość kraju. Określał ZSRR – „kraj Lenina i Stalina” – jako kraj, który „zniósł wyzysk człowieka przez człowieka” i wskazuje „całej ludzkości drogę do trwałego pokoju, do wyzwolenia, do szczęścia”, na który „masy pracujące Polski Ludowej” spoglądają „z dumą i radością”.
W 1952 brał udział w przygotowaniu I Konferencji Metodologicznej Historyków Polskich w Otwocku (grudzień 1952–styczeń 1953), na której wygłosił referaty „Łączność między walką klasową a narodowo-wyzwoleńczą” i „Reakcyjna historiografia PPS”, stwierdzając w tym drugim, że polityka Piłsudskiego była polityką „wiązania się z imperializmem austriacko-niemieckim”. Wraz z Romanem Werflem ostro atakował profesora Henryka Wereszyckiego. W związku z tym na zjeździe Polskiego Towarzystwa Historycznego w 1956 i na VIII Zjeździe Historyków w 1958 był ostro krytykowany, mimo to pozostał na stanowisku zastępcy kierownika Wydziału Historii Partii. W 1958, po pozytywnym zrecenzowaniu przez Henryka Jabłońskiego książki „Rewolucyjna demokracja rosyjska a powstanie styczniowe”, został docentem. W I części „Zarysu historii polskiego ruchu robotniczego” (1959) stwierdził, że Polska wolna i niepodległa „mogła powstać i rozwijać się jedynie jako Polska robotniczo-chłopska, budująca socjalizm, związana przyjaźnią ze Związkiem Radzieckim i siłami socjalizmu na całym świecie”. W 1966 i 1975 wydał dwa tomy historii KPP: „Trudne lata. Problemy rozwoju gospodarczego 1929–1935” i „Komunistyczna Partia Polski”, stanowiące dalszy ciąg „Zarysu historii...”, w dalszym ciągu propagując hagiograficzny obraz KPP i jednostronne oceny PPS.
Był delegatem na II, III i IV Zjazd PZPR. Od 1959 do 1968 członek Centralnej Komisji Kontroli Partyjnej (CKKP). Odznaczony m.in. Orderem Sztandaru Pracy I klasy oraz Krzyżem Komandorskim z Gwiazdą Orderu Odrodzenia Polski (1964).
Został pochowany na Powązkach Wojskowych w Warszawie (kwatera B3-1-10).

## Publikacje
- Rewolucyjna demokracja rosyjska a powstanie styczniowe, Warszawa 1949 (wyd. 2 – Warszawa 1955).
- Zarys historii polskiego ruchu robotniczego…; Trudne lata, Problemy rozwoju ruchu robotniczego 1929–1935, Warszawa 1966.
- Komunistyczna Partia Polski 1935–1938, Warszawa 1975.